# U/20-EM i håndbold 2008 (mænd)
U/21-EM i håndbold 2008 for mænd var det tredje U/20-EM i håndbold for mænd, og mesterskabet blev arrangeret af EHF. Slutrunden med deltagelse af 16 hold blev afviklet i Bukarest og Brasov i Rumænien i perioden 25. juli – 3. august 2008. Mesterskabet var åbent for spillere født i 1988 eller senere.
Mesterskabet blev for første gang vundet af Danmark, som i finalen slog de dobbelte U/20-europamestre fra Tyskland med 26-21. Bronzemedaljerne gik til Frankrig, som dermed for første gang endte på medaljeskamlen ved et U/20-EM. I bronzekampen besejrede franskmændene Sverige med 32-30.

## Resultater

### Indledende runde
De 16 hold spillede i den indledende runde i fire grupper med fire hold. De to bedste hold fra hver gruppe gik videre til hovedrunden om placeringerne 1-8, mens treerne og firerne spillede videre i mellemrunden om 9.- 16.-pladsen.

#### Gruppe A
| Dato  | Kamp                 | Res.  |
| ----- | -------------------- | ----- |
| 25.7. | Polen - Rumænien     | 27-31 |
| 25.7. | Frankrig - Slovenien | 29-28 |
| 26.7. | Slovenien - Polen    | 19-28 |
| 26.7. | Rumænien - Frankrig  | 20-33 |
| 27.7. | Rumænien - Slovenien | 32-20 |
| 27.7. | Polen - Frankrig     | 27-31 |

| Gruppe A  | Kampe | Mål   | Point |
| --------- | ----- | ----- | ----- |
| Frankrig  | 3     | 93-75 | 6     |
| Rumænien  | 3     | 83-90 | 4     |
| Polen     | 3     | 88-88 | 2     |
| Slovenien | 3     | 84-95 | 0     |

#### Gruppe B
| Dato  | Kamp              | Res.  |
| ----- | ----------------- | ----- |
| 25.7. | Sverige - Ungarn  | 39-34 |
| 25.7. | Spanien - Estland | 27-27 |
| 26.7. | Estland - Sverige | 26-42 |
| 26.7. | Ungarn - Spanien  | 29-36 |
| 27.7. | Ungarn - Estland  | 33-31 |
| 27.7. | Sverige - Spanien | 34-29 |

| Gruppe B | Kampe | Mål     | Point |
| -------- | ----- | ------- | ----- |
| Sverige  | 3     | 115-890 | 6     |
| Spanien  | 3     | 92-90   | 3     |
| Ungarn   | 3     | 096-106 | 2     |
| Estland  | 3     | 84-102  | 1     |

#### Gruppe C
| Dato  | Kamp                | Res.  |
| ----- | ------------------- | ----- |
| 25.7. | Kroatien - Tyskland | 27-26 |
| 25.7. | Serbien - Tjekkiet  | 27-32 |
| 26.7. | Tjekkiet - Kroatien | 32-32 |
| 26.7. | Tyskland - Serbien  | 30-27 |
| 27.7. | Tyskland - Tjekkiet | 26-24 |
| 27.7. | Kroatien - Serbien  | 15-24 |

| Gruppe C | Kampe | Mål   | Point |
| -------- | ----- | ----- | ----- |
| Tyskland | 3     | 82-78 | 4     |
| Tjekkiet | 3     | 88-85 | 3     |
| Kroatien | 3     | 74-82 | 3     |
| Serbien  | 3     | 78-77 | 2     |

#### Gruppe D
| Dato  | Kamp                 | Res.  |
| ----- | -------------------- | ----- |
| 25.7. | Danmark - Slovakiet  | 32-28 |
| 25.7. | Rusland - Portugal   | 28-31 |
| 26.7. | Portugal - Danmark   | 22-34 |
| 26.7. | Slovakiet - Rusland  | 18-32 |
| 27.7. | Slovakiet - Portugal | 24-30 |
| 27.7. | Danmark - Rusland    | 25-17 |

| Gruppe D  | Kampe | Mål   | Point |
| --------- | ----- | ----- | ----- |
| Danmark   | 3     | 91-67 | 6     |
| Portugal  | 3     | 83-86 | 4     |
| Rusland   | 3     | 81-78 | 2     |
| Slovakiet | 3     | 74-98 | 0     |

### Mellemrunde
Mellemrunden havde deltagelse af de otte hold, der sluttede på tredje- og fjerdepladserne i grupperne i den indledende runde. De otte hold spillede i to grupper med fire hold. Holdende fra gruppe A og B samledes i gruppe I1, mens holdene fra gruppe C og D blev samlet i gruppe I2. Indbyrdes resultater mellem hold fra samme indledende gruppe blev taget med til placeringsrunden.
Vinderne og toerne i de to grupper kvalificerede sig til placeringskampene om 9.- 13.-pladsen, mens treerne og firerne måtte nøjes med at spille placeringskampe om 13.- 16.-pladsen.

#### Gruppe I1
| Dato  | Kamp                | Res.  |
| ----- | ------------------- | ----- |
| 29.7. | Estland - Polen     | 28-32 |
| 29.7. | Ungarn - Slovenien  | 39-35 |
| 30.7. | Slovenien - Estland | 39-35 |
| 30.7. | Polen - Ungarn      | 30-30 |

| Gruppe I1 | Kampe | Mål     | Point |
| --------- | ----- | ------- | ----- |
| Polen     | 3     | 90-77   | 5     |
| Ungarn    | 3     | 102-960 | 5     |
| Slovenien | 3     | 093-102 | 2     |
| Estland   | 3     | 94-104  | 0     |

#### Gruppe I2
| Dato  | Kamp                 | Res.  |
| ----- | -------------------- | ----- |
| 29.7. | Slovakiet - Kroatien | 29-40 |
| 29.7. | Rusland - Serbien    | 27-35 |
| 30.7. | Serbien - Slovakiet  | 34-26 |
| 30.7. | Kroatien - Rusland   | 29-32 |

| Gruppe I2 | Kampe | Mål     | Point |
| --------- | ----- | ------- | ----- |
| Serbien   | 3     | 93-68   | 6     |
| Rusland   | 3     | 95-86   | 4     |
| Kroatien  | 3     | 84-85   | 2     |
| Slovakiet | 3     | 077-110 | 0     |

### Hovedrunde
Hovedrunden havde deltagelse af de otte hold, der sluttede på første- og andenpladserne i grupperne i den indledende runde. De otte hold spillede i to grupper med fire hold. Holdende fra gruppe A og B samledes i gruppe M1, mens holdene fra gruppe C og D blev samlet i gruppe M2. Indbyrdes resultater mellem hold fra samme indledende gruppe blev taget med til hovedrunden.
De to bedste hold fra hver gruppe gik videre til semifinalerne. Treerne og firerne gik videre til kampenene 5.- 8.-pladsen.

#### Gruppe M1
| Dato  | Kamp               | Res.  |
| ----- | ------------------ | ----- |
| 29.7. | Spanien - Frankrig | 30-30 |
| 29.7. | Sverige - Rumænien | 31-30 |
| 30.7. | Rumænien - Spanien | 29-32 |
| 30.7. | Frankrig - Sverige | 29-27 |

| Gruppe M1 | Kampe | Mål   | Point |
| --------- | ----- | ----- | ----- |
| Frankrig  | 3     | 92-77 | 5     |
| Sverige   | 3     | 92-88 | 4     |
| Spanien   | 3     | 91-93 | 3     |
| Rumænien  | 3     | 79-96 | 0     |

#### Gruppe M2
| Dato  | Kamp                | Res.  |
| ----- | ------------------- | ----- |
| 29.7. | Portugal - Tyskland | 26-27 |
| 29.7. | Danmark - Tjekkiet  | 36-26 |
| 30.7. | Tjekkiet - Portugal | 25-25 |
| 30.7. | Tyskland - Danmark  | 34-26 |

| Gruppe M2 | Kampe | Mål   | Point |
| --------- | ----- | ----- | ----- |
| Tyskland  | 3     | 87-76 | 6     |
| Danmark   | 3     | 96-82 | 4     |
| Tjekkiet  | 3     | 75-87 | 1     |
| Portugal  | 3     | 73-86 | 1     |

### Placeringskampe
| 13.- 16.-pladsen                       | 13.- 16.-pladsen      | 13.- 16.-pladsen |
| Dato                                   | Kamp                  | Res.             |
| -------------------------------------- | --------------------- | ---------------- |
| Semifinaler                            |                       |                  |
| 1.8.                                   | Slovenien - Slovakiet | •45-39•          |
| 1.8.                                   | Kroatien – Estland    | 25-27            |
| Kamp om 15.-pladsen                    |                       |                  |
| 2.8.                                   | Slovakiet – Kroatien  | 31-30            |
| Kamp om 13.-pladsen                    |                       |                  |
| 2.8.                                   | Slovenien – Estland   | 35-26            |
| • Efter forlænget spilletid (2×5 min.) |                       |                  |

| 9.- 12.-pladsen                        | 9.- 12.-pladsen  | 9.- 12.-pladsen |
| Dato                                   | Kamp             | Res.            |
| -------------------------------------- | ---------------- | --------------- |
| Semifinaler                            |                  |                 |
| 1.8.                                   | Polen - Rusland  | 26-36           |
| 1.8.                                   | Serbien - Ungarn | 31-32           |
| Kamp om 11.-pladsen                    |                  |                 |
| 2.8.                                   | Polen - Serbien  | 30-34           |
| Kamp om 9.-pladsen                     |                  |                 |
| 2.8.                                   | Rusland - Ungarn | •32-31•         |
| • Efter forlænget spilletid (2×5 min.) |                  |                 |

| 5.- 8.-pladsen     | 5.- 8.-pladsen      | 5.- 8.-pladsen |
| Dato               | Kamp                | Res.           |
| ------------------ | ------------------- | -------------- |
| Semifinaler        |                     |                |
| 1.8.               | Spanien - Portugal  | 22-21          |
| 1.8.               | Tjekkiet - Rumænien | 24-26          |
| Kamp om 7.-pladsen |                     |                |
| 2.8.               | Portugal - Tjekkiet | 35-27          |
| Kamp om 5.-pladsen |                     |                |
| 2.8.               | Spanien - Rumænien  | 34-30          |

### Finalekampe
| Dato        | Kamp               | Res.  |
| ----------- | ------------------ | ----- |
| Semifinaler |                    |       |
| 1.8.        | Frankrig - Danmark | 24-25 |
| 1.8.        | Tyskland - Sverige | 30-25 |
| Bronzekamp  |                    |       |
| 3.8.        | Frankrig - Sverige | 32-30 |
| Finale      |                    |       |
| 3.8.        | Danmark - Tyskland | 26-21 |

### Medaljevindere
| Guld | Sølv | Bronze | Nr. 4 |
| --- | --- | --- | --- |
| Danmark | Tyskland | Frankrig | Sverige |
| Niklas Landin Jacobsen Rasmus Porup Matias Helt Jepsen Kenneth Dahl Jørgensen Frederik Børm Søren Bisbo Nikolaj Markussen Casper Mortensen Stian Jørgensen Nicolai Adamsen Rasmus Jensen Kasper Hedegaard Larsen Mathias Granvig Pape Morten Thrane Mick Schubert Rasmus Overby | Dario Quenstedt Fabian Gutbrod Steffen Cossbau Sascha Meiner Sebastian Faisst Daniel Wernig Tobias Reichmann Julian Lahme Kristian Nippes Janis Helmdach Patrick Groetzki Matthias Baur Maximillian Weiss Kai Häfner Georg Auerswald Kevin Schmidt | Sébastien Le Goff Pierre Soudry Yann Ducreux Jordan François-Marie Jérémy Darras Florent Le Pardellec Jordan Perroneau Adrien Dipanda Alexandre Pongérard Hugues Mahieux Isaac Legoff Foulquier Pierre Paturel William Accambray Morgan Staigre Fabien Ruiz Luka Karabatic | Mikael Appelgren Niclas Barud Joakim Bååk Anton Månsson Joakim Henberg Niclas Ekberg Sebastian Lindell Robin Andersson Nacor Medina Tobias Aren Tobias Albrechtson Linus Persson Victor Skillhammar Jacob Nelson Jonathan Stenbäcken Arian Majidi |